# 1931年香港
|        | 香港歷史 \| 香港歷史年表                                                                                                   |
| 世紀： | 19世紀香港 \| 20世紀香港 \| 21世紀香港                                                                                     |
| 年代： | 1900年代香港 \| 1910年代香港 \| 1920年代香港 \| 1930年代香港 \| 1940年代香港 \| 1950年代香港 \| 1960年代香港               |
| 年份： | 1927年香港 \| 1928年香港 \| 1929年香港 \| 1930年香港 \| 1931年香港 \| 1932年香港 \| 1933年香港 \| 1934年香港 \| 1935年香港 |
| 紀年： | 辛未年（羊年）、香港開埠90周年                                                                                             |

## 大事记
- 政府財政收入為3,315萬港元，支出3,115萬[1]:443。

### 3月
- 3月19日——警方在銅鑼灣大坑村破獲印製假美鈔集團[1]:442；本港下午2時25分發生輕微地震[2]。

### 4月
- 4月1日——克萊格抵達香港，調查香港幣制問題[3]:3807。
- 4月20日——一列由深圳開往九龍的火車於大埔坳失事[4]，致12死20傷。
- 4月21日——京劇名伶梅蘭芳夫婦抵港[1]。
- 4月22日——華陽輪在溫州海面觸礁，至4月23日完全沉沒，船上114人獲救並送返本港[5]。
- 4月29日——銅鑼灣道61號4樓反對蓄婢會司理黃詩田之弟黃詩山被人刺死。[6]。
- 4月29日——油麻地北京酒店發生炸彈爆炸，1死7傷[1]。

### 6月
- 6月9日——中環士丹頓街黃秋記紙紮店大火，釀16死1傷[7][8]。
- 6月10日——中共中央政治局委員蔡和森[1]與另外4人於銅鑼灣駱克道被警探拘捕，經廣東與香港政府交涉，6月12日被押至廣東，蔡經審訊後在8月4日被廣東軍閥陳濟棠槍决。

### 8月
- 8月1日——十號颶風信號歷5小時，期間造成16死4傷[9]，沉船達百餘艘，包括渣甸船廣生號。
- 8月2日——大慈善家馮平山逝世，終年71歲[10]。

### 9月
- 9月1日——廣州至香港長途電話正式通話[3]:3912。
- 9月17日——中環熟鹽店大火，4死3傷[11]。
- 9月22日——九龍水塘堤壩完成。
- 9月23日——香港各界集會悼念東北受難同胞，與會者袖纏黑紗，團體下半旗誌哀[3]:3931。

### 10月
- 中國致公黨在香港舉行第二次代表大會，並在香港設立中央黨部[3]:3970。
- 10月2日——警方在上環高陞戲院旁搜獲炸彈22枚、手槍3支，拘捕5名穿華服之日本人[1]。
- 10月5日——香港各界抗日會和商會聯合舉行示威大游行[3]:3944。

### 11月
- 11月13日——港府發行新鑄造的1分銅幣[1]。

### 12月
- 12月29日——本月以來共72人感染白喉[1]。

## 出生人物
- 10月－黎宣，香港電影之父黎民偉女兒，中國話劇演員，中港電影及電視演員。